# Ellis-Kaut-Schule
Die Ellis-Kaut-Schule war eine Fachoberschule in München. Sie gehörte zum Internationalen Bund (IB) und wurde nach Ellis Kaut benannt.
Zum Ende des Schuljahres 2024/2025 wurde die Ellis-Kaut-Schule geschlossen.

## Bildungsgänge
Zur Fachhochschulreife führten die zweijährige Fachoberschule Wirtschaft und Verwaltung und die zweijährige Fachoberschule Sozialwesen.

## Pädagogisches Konzept
Die Schule unterstützte dabei, die Persönlichkeit der Schüler zu entwickeln und zu entfalten. Die Schüler sollten lernen ihr Leben selbst zu gestalten, sich in die Gesellschaft zu integrieren, Verantwortung zu übernehmen und die gesellschaftliche Entwicklung aktiv mitzugestalten. Die Schule unterstützte die Schüler darin, ihre Potenziale und Talente zu entdecken und persönliche Erfolge zu feiern. Dabei legte die Schule einen großen Wert auf ein gutes Miteinander, dessen Grundlage Achtsamkeit, Wertschätzung und Toleranz ist.
Seit dem 25. Mai 2022 gehörte die Schule zum Netzwerk Schule ohne Rassismus – Schule mit Courage.